# Alois Süßmayr

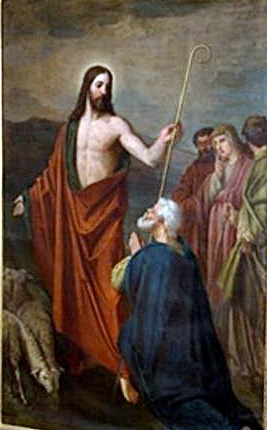
St. Margaretenkirche Forst an der Weinstraße, Übergabe des Hirtenstabes an St. Petrus

Alois Süßmayr (auch Aloys oder Süßmeier; * 15. Januar 1825 in Landsberg am Lech; † 9. Dezember 1885 in Eichstätt) war ein deutscher Maler im Kunststil der Nazarener sowie  Zeichner  und Zeichenlehrer.

## Leben und Wirken
Er war ein Schüler von Johann von Schraudolph, bei dem er auch die Fresko-Malerei erlernte. Ihm half er ab 1846 bei der Ausmalung des Speyerer Domes, die 1957–1961 entfernt wurde. Ein Monumentalgemälde „Stephanus vor dem Hohen Rat“, das Süßmayr dort 1848 nach der Vorlage seines Lehrers schuf, wurde erhalten und hängt heute, neu platziert, im Kaisersaal des Domes.
Wie Schraudolph gehörte Alois Süßmayr zu den vom Bayerischen König Ludwig I. favorisierten Künstlern. Beim Bau der Neuen Pinakothek in München beauftragte man ihn mit den Großfresken „Glasmalerei“ und „Porzellanmalerei“, nach Vorlagen Friedrich Kaulbachs, an der Außenseite des Gebäudes. Sie wurden mit der Pinakothek im Zweiten Weltkrieg zerstört.
Auch die Ausmalung der dem König besonders am Herzen liegenden St.-Ludwigs-Kirche in Ludwigshafen, das nach ihm benannt worden war, wurde Süßmayr übertragen. Hier schuf er u. a. ein großes Fresko des letzten Abendmahles als zentrales Chorbild. Alle dortigen Gemälde gingen bei der Bombardierung des Gotteshauses im Januar 1945 unter.
Die katholische St.-Margareten-Kirche in Forst an der Weinstraße besitzt ein großes Ölgemälde Alois Süßmayrs Übergabe des Hirtenstabes an St. Petrus.
1846 malte Süßmayr die St.-Magnus-Kirche in Oberbergen aus, die Bilder sind seit 1966 übertüncht.
In Böhming bei Eichstätt ist die Langhausdecke der Filialkirche St. Johannes der Täufer von ihm bemalt.
Seit 1856 war Alois Süßmayr in Eichstätt ansässig und wirkte dort bis zu seinem Tode als Zeichenlehrer am Königlichen Schullehrerseminar und an der Königlichen Studienanstalt, dem späteren Willibald-Gymnasium. In seiner Spätzeit fertigte er 1870 die Titelvignette des Büchleins Das Oberammergauer Passions-Spiel mit den Passionsbildern von A. Dürer, ebenso 1871 die Titelvignette für das Buch Münchener lachende Bilder, von Karl Zettel.

## Galerie

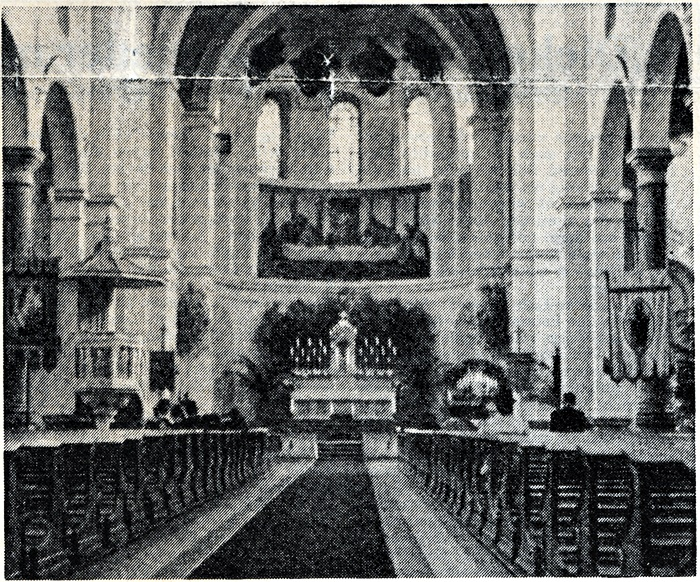
Ludwigskirche, Ludwigshafen, vor der Zerstörung, mit Chorfresko von Süßmayr
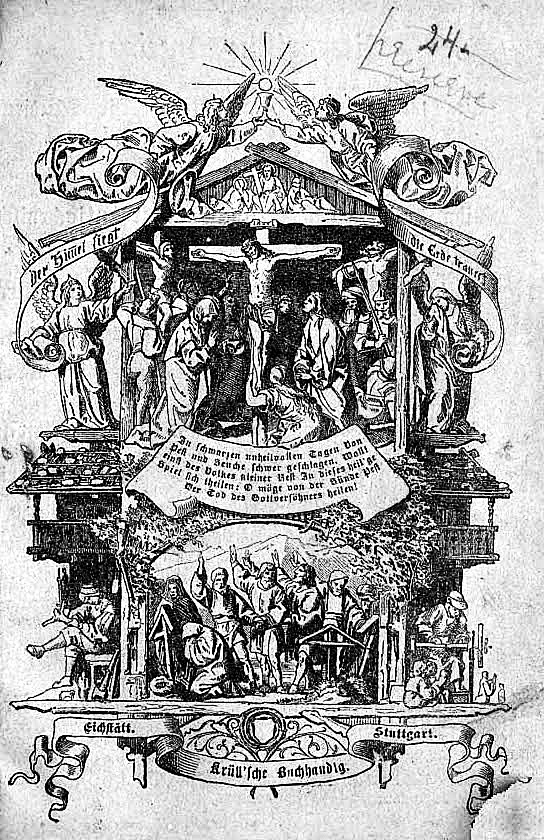
Titelvignette, 1870 Das Oberammergauer Passions-Spiel
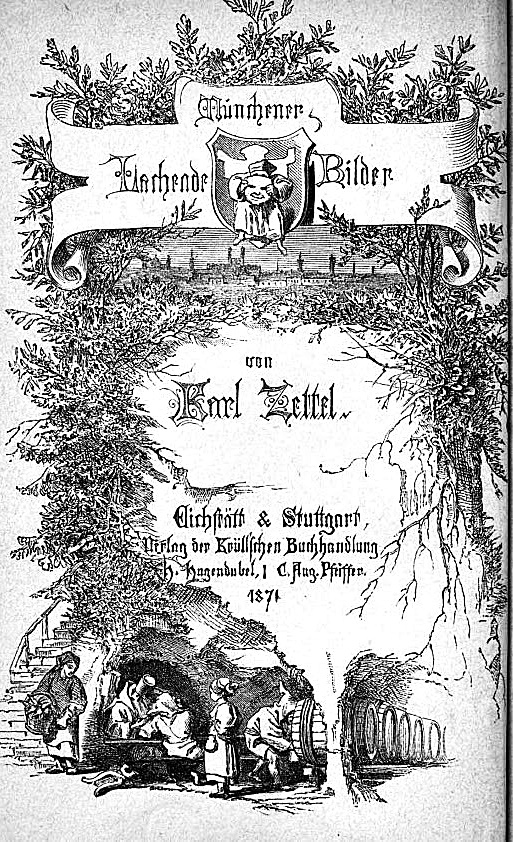
Titelvignette des Büchleins Münchener lachende Bilder